# 엑스코
엑스코(EXCO, Daegu Exhibition & Convention Center)는 대한민국 대구광역시 북구 산격2동에 있는 전시컨벤션센터이다.

## 개요
2001년 4월 19일에 수도권 외 지역 소재로서는 최초의 전시 컨벤션 센터로 개관하여 다양한 국제 및 국내 행사들을 개최하고 있다. 
2011년 5월 29일에는 확장 전시장 개관으로 27,000 m2의 전시 면적과 12,000 m2의 컨벤션 회의 공간을 갖추어 국제 규모 전시 컨벤션 이벤트 개최가 가능해졌다.
2021년 4월 28일 제2전시장을 개관했다.

## 사진

엑스코 1관
엑스코 2관
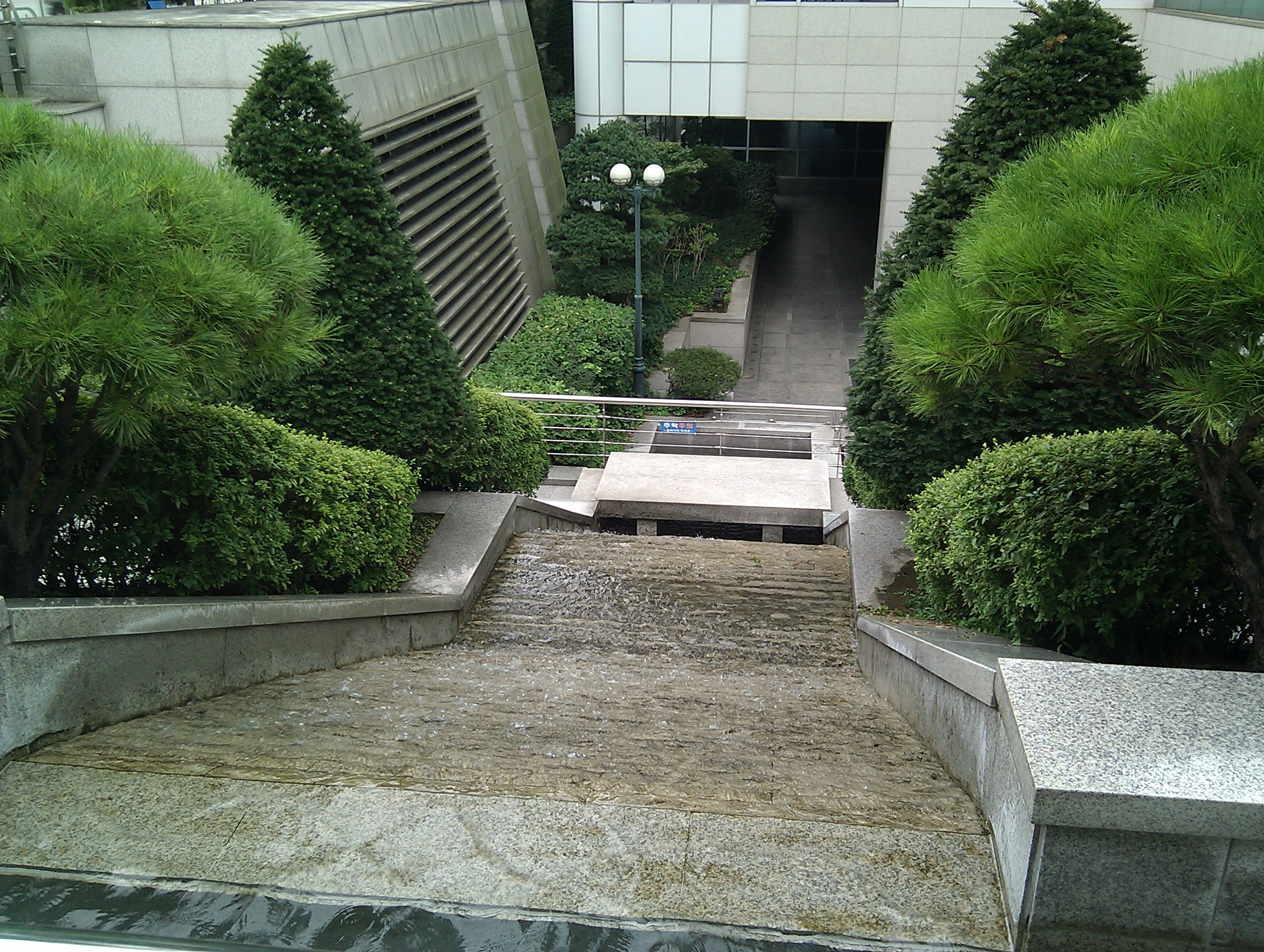
엑스코 정문 옆의 분수대
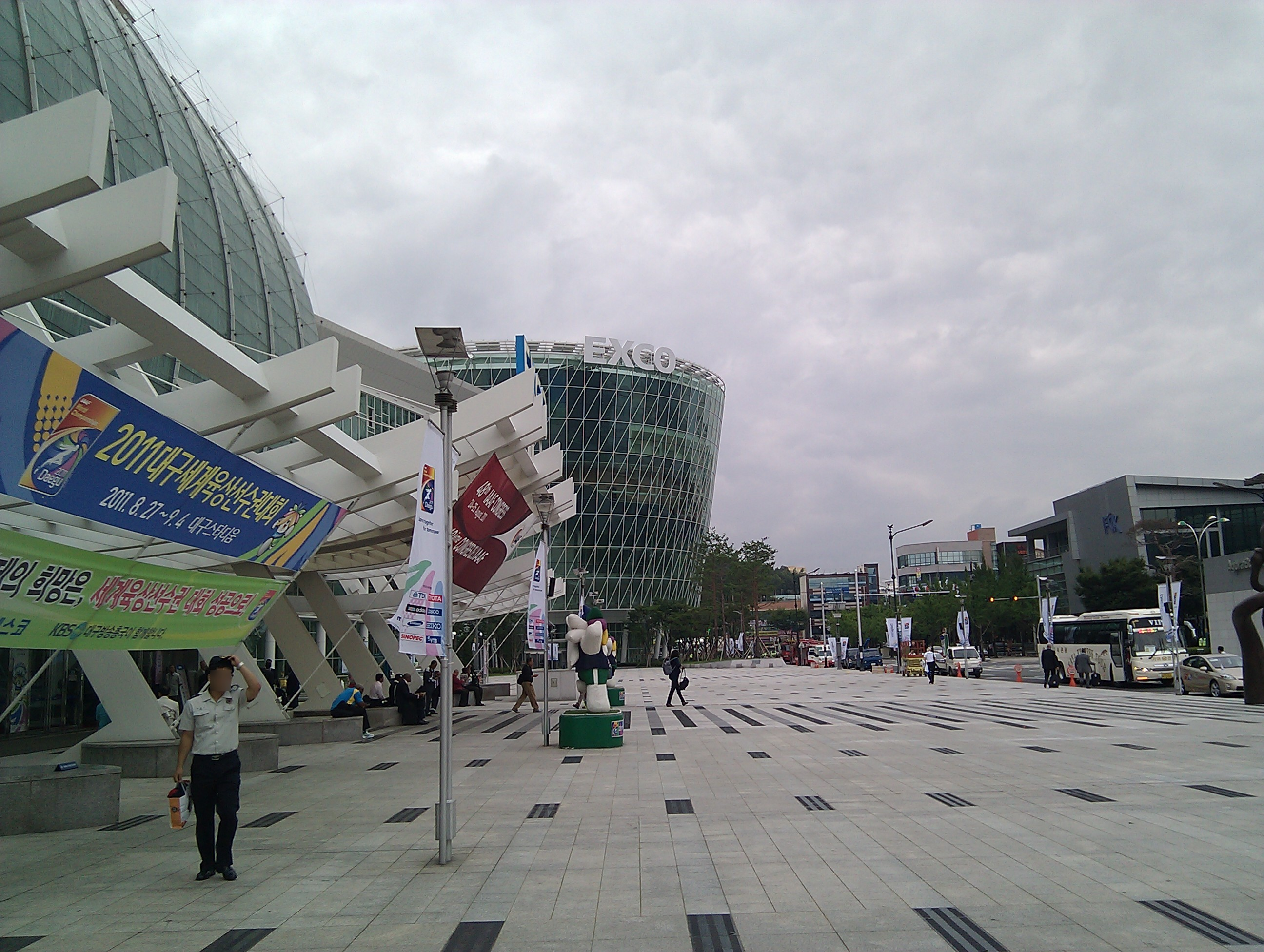
엑스코 정문 광장
엑스코 2관앞 광장
엑스코 2관 제2입구
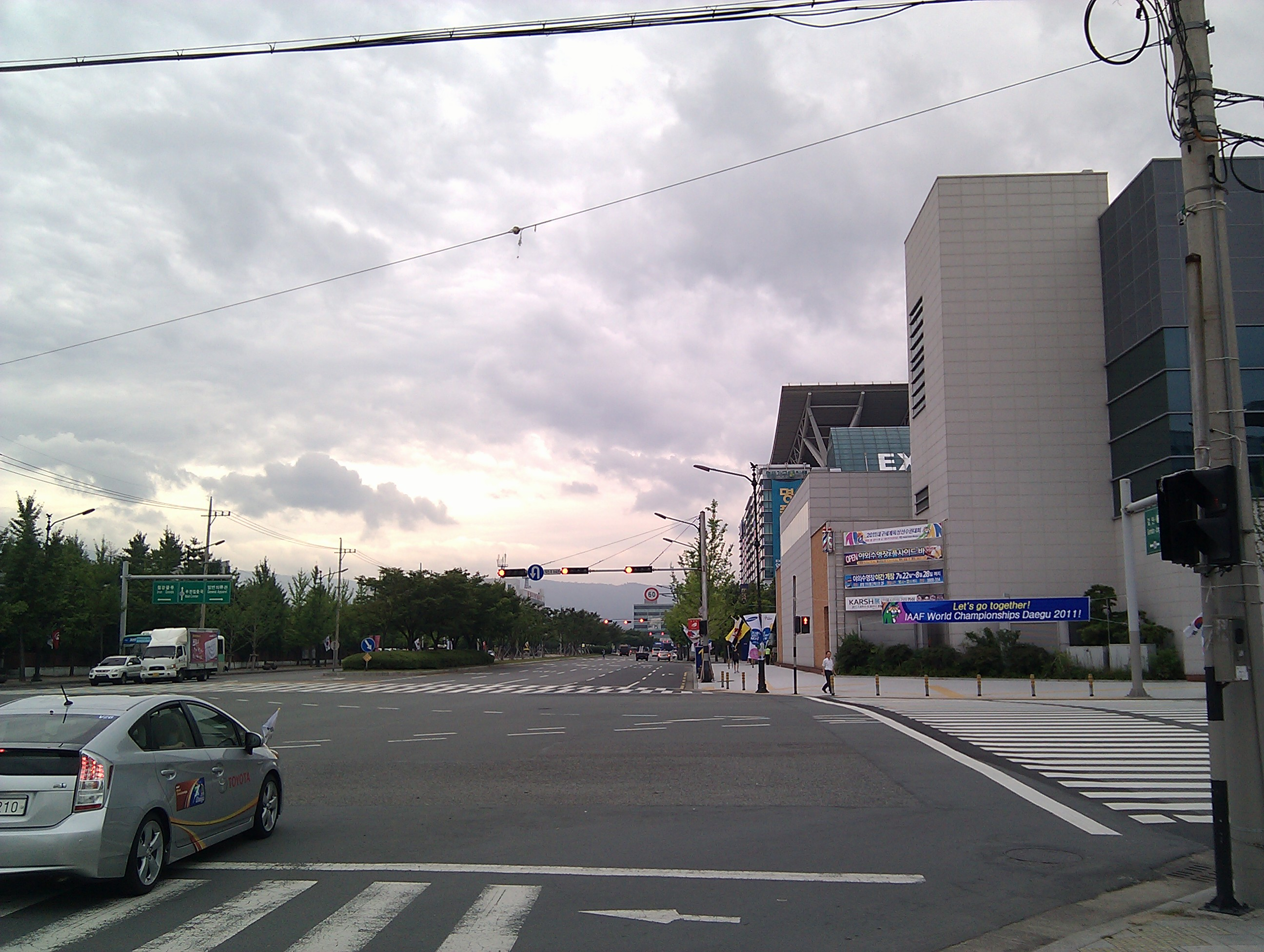
엑스코옆 사거리
호텔 인터불고 엑스코